# ROC Car
ROC Car är en bil (buggy) som endast används under motorsportsfestivalen Race of Champions.